# Хлевська-Воля
Хлевська-Воля (пол. Chlewska Wola) — село в Польщі, у гміні Москожев Влощовського повіту Свентокшиського воєводства.
Населення — 222 особи (2011).
У 1975-1998 роках село належало до Ченстоховського воєводства.

## Демографія
Демографічна структура на день 31 березня 2011 року:
|          | Загалом | Допрацездатний вік | Працездатний вік | Постпрацездатний вік |
| -------- | ------- | ------------------ | ---------------- | -------------------- |
| Чоловіки | 109     | 16                 | 78               | 15                   |
| Жінки    | 113     | 24                 | 54               | 35                   |
| Разом    | 222     | 40                 | 132              | 50                   |